# Imposta municipale unica
L'imposta municipale unica (IMU) o imposta municipale propria (in Valle d'Aosta, bilingue italiano/francese, Impôt municipal unique; nella provincia autonoma di Bolzano, bilingue italiano/tedesco, Gemeindeimmobiliensteuer IMU) è una tassa patrimoniale di tipo locale, che colpisce il possesso di beni immobili situati in Italia, in vigore dal 2012.
È un tributo diretto di tipo patrimoniale, essendo applicato sul componente immobiliare del patrimonio. Istituita per sostituire l'imposta comunale sugli immobili (ICI), ha inglobato anche parte dell'imposta sul reddito delle persone fisiche (IRPEF) e delle relative addizionali per quanto riguarda i redditi fondiari su beni non locati.

## Storia

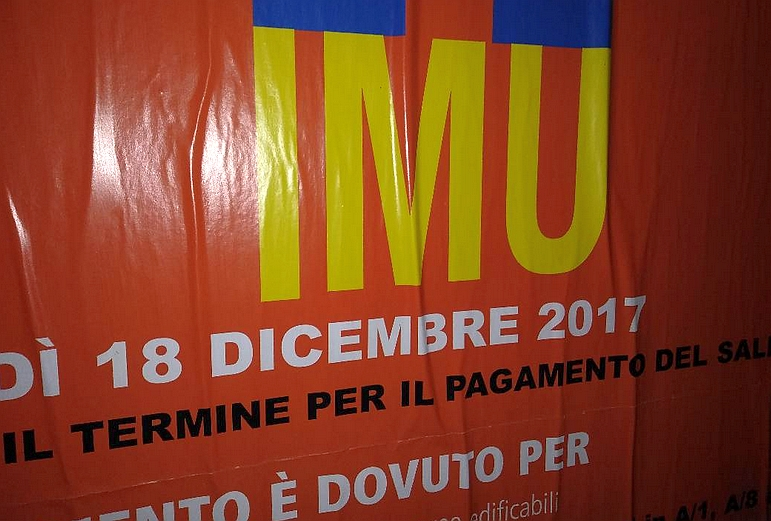
Manifesto stradale informativo sull'IMU 2017, Torino

L'IMU è stata introdotta in sostituzione dell'ICI nell'ambito della legislazione attuativa del federalismo fiscale dal governo Berlusconi IV con il d.lgs. n. 23 del 14 marzo 2011 (artt. 7, 8 e 9), pubblicato sulla G.U. n. 67 del 23 marzo 2011 che ne stabiliva la vigenza dal 2014 per gli immobili diversi dall'abitazione principale (art. 8, comma 2°, d.lgs. n. 23/2011).
Il governo Monti, con decreto legge n. 201 del 6 dicembre 2011 (G.U. n. 284 del 6 dicembre 2011, supplemento ordinario n. 251), recante disposizioni urgenti per la crescita, l'equità e il consolidamento dei conti pubblici (noto come "manovra Salva Italia") poi convertito, con modificazioni, dalla legge n. 214 del 22 dicembre 2011 (G.U. n. 300 del 27 dicembre 2011, S.O. n. 276), ha modificato la natura dell'imposta rendendola di fatto un'ICI sulle abitazioni principali e ne ha anticipato l'introduzione, in via sperimentale, al 2012, prevedendone l'applicazione a regime dal 2015, incrementando sensibilmente la base imponibile, mediante specifici moltiplicatori delle rendite catastali.
A titolo d'esempio si menziona la moltiplicazione per 160 della rendita catastale per gli immobili residenziali (art. 13, c. 4 DL cit; v. infra).

### L'anticipazione al 2012 e l'andamento

#### Dubbi interpretativi
Il testo di legge distingue tra un'imposta sperimentale e un'imposta a regime, anche se in realtà la sperimentazione del tributo è sulla carta, poiché nessuna norma prevede il vaglio degli effetti dell'anticipazione del tributo al 2012.
A causa dei molteplici dubbi emersi in sede applicativa, con la legge n. 44 del 26 aprile 2012 di conversione del decreto legge 2 marzo 2012 n. 16 sono stati approvati degli emendamenti che incidono sulla normativa IMU. In particolare, vi sono novità sulla definizione di abitazione principale, sono previsti nuovi termini di pagamento ed è prevista la possibilità per i Comuni di equiparare al trattamento fiscale dell'abitazione principale gli immobili di proprietà di determinate categorie di soggetti.
La prassi e la dottrina hanno evidenziato fin dall'inizio molteplici profili critici della normativa sul tributo. Il Ministero dell'economia e delle finanze, anche per tali motivi, ha diramato la Circolare 3/DF del 18 maggio 2012 con l'intento di chiarire le questioni controverse.

#### Gettito fiscale nel 2012
Dall'applicazione dell'IMU si sono ricavati nel 2012:
- 4 miliardi dall'IMU sulla prima casa
- 10,7 miliardi dall'IMU sulle altre case
- 9 miliardi dall'IMU su negozi, laboratori artigianali e industriali,

per un totale di 23,7 miliardi di euro.
Al gettito hanno contribuito 25,8 milioni di contribuenti, persone fisiche e aziende, con un versamento medio di 918 euro a testa.
Per la prima casa l'imposta ha riguardato 17,8 milioni di contribuenti, con un versamento medio di 225 euro a testa.

## Descrizione

### Presupposto dell'imposta
Presupposto dell'imposta è il possesso di beni immobili: fabbricati, inclusa abitazione principale e pertinenze, e terreni agricoli. La prima formulazione della disciplina prevedeva che il tributo si sarebbe dovuto applicare solo sui beni immobili diversi dall'abitazione principale e relative pertinenze.

#### Definizione di abitazione principale e pertinenze
Il decreto salva Italia definiva abitazione principale «l'immobile, iscritto o iscrivibile nel catasto edilizio urbano come unica unità immobiliare, nel quale il possessore dimora abitualmente e risiede anagraficamente». In seguito alle modifiche apportate dall'art. 4, d.l. 16/2012 l'abitazione principale è definita come «l'immobile, iscritto o iscrivibile nel catasto edilizio urbano come unica unità immobiliare, nel quale il possessore e il suo nucleo familiare dimorano abitualmente e risiedono anagraficamente».
Le "pertinenze" sono «esclusivamente quelle classificate nelle categorie catastali C/2, C/6 e C/7, nella misura massima di un'unità pertinenziale per ciascuna delle categorie catastali indicate, anche se iscritte in catasto unitamente all'unità a uso abitativo».

### Soggetti dell'imposta

#### Soggetti attivi
Il soggetto attivo dell'imposta è il Comune.
In seguito alla legge n. 228 del 24 dicembre 2012 (legge di stabilità 2013), pubblicata in G.U. il 29 dicembre 2012, permane la soggettività attiva dello Stato per la quota di imposta municipale propria gravante sugli immobili a uso produttivo classificati nel gruppo catastale D, calcolata con l'applicazione dell'aliquota base dello 0,76%.
L'accertamento e la riscossione del tributo competono al Comune, cui spettano anche le somme recuperate, le sanzioni e gli interessi.

#### Soggetti passivi
I soggetti passivi del tributo sono individuati dall'art. 9 del d.lgs. n. 23/2011 nel proprietario, ovvero nel titolare di diritto reale di usufrutto, uso, abitazione, enfiteusi e superficie secondo le quote di possesso. Sono soggetti passivi anche il locatario del bene immobile nel caso di locazione finanziaria e il concessionario nelle ipotesi di concessioni demaniali.

### Determinazione dell'importo
L'importo è pari al prodotto tra la base imponibile e l'aliquota, con una detrazione nel caso dell'abitazione principale.

#### Base imponibile
La base imponibile si ottiene moltiplicando la rendita catastale (reddito dei fabbricati in caso di fabbricati, reddito dominicale per i terreni) con rivalutazione rispettivamente del 5% e del 25%. Quest'importo deve essere moltiplicato per dei coefficienti in funzione della categoria catastale. Essi sono:
| 160 | per i fabbricati classificati nel gruppo catastale A, con esclusione della categoria A/10, e nelle categorie catastali C/2, C/6 e C/7;               |
| 140 | per i fabbricati classificati nel gruppo catastale B e nelle categorie catastali C/3, C/4 e C/5;                                                     |
| 80  | per i fabbricati classificati nelle categorie catastali A/10 e D/5;                                                                                  |
| 65  | per i fabbricati classificati nel gruppo catastale D, con esclusione della categoria D/5 (60 prima del 1º gennaio 2013);                             |
| 55  | per i fabbricati classificati nella categoria catastale C/1;                                                                                         |
| 135 | per i terreni agricoli (per i coltivatori diretti iscritti alla previdenza agricola il moltiplicatore è ridotto a 75 a partire dal 1º gennaio 2014). |
Per i terreni fabbricabili la base imponibile è il valore venale del bene, mentre per gli immobili sprovvisti di rendita si impiegano altri metodi di calcolo.

#### Aliquote
Il decreto legge che introduce l'imposta definisce delle aliquote base, modificabili dalle amministrazioni comunali con delibera del consiglio comunale. Le aliquote sono:
| 0,40% | per l'abitazione principale, modificabile dello 0,2% in aumento o diminuzione;                                                                                 |
| 0,20% | per i fabbricati rurali a uso strumentale del coltivatore diretto, i comuni possono ridurla a 0,1%;                                                            |
| 0,76% | per gli immobili che non producono reddito fondiario e per quelli posseduti da soggetti passivi ires ovvero per gli immobili locati, modificabile fino a 0,4%; |
| 0,76% | per i restanti casi, modificabile con un minimo pari a 0,46% e un massimo pari a 1,06%.                                                                        |
Inoltre i comuni hanno la possibilità di ridurre l'aliquota base fino allo 0,38% per i fabbricati destinati dall'impresa costruttrice alla vendita, fintanto che permanga tale destinazione e non siano locati, e per un periodo non superiore a tre anni dall'ultimazione dei lavori. Tanto recita il comma 9bis dell'art. 13 del d.l. nº 201/2011, come introdotto dall'art. 56 del d.l. n. 1/2012.
Infine l'art. 4 comma 8 bis d.l. 16/2012, come modificato dalla legge 44/2012 di conversione in legge del predetto decreto, ha stabilito che «i terreni agricoli posseduti da coltivatori diretti o da imprenditori agricoli professionali di cui all'art. 1 del d.lgs. n. 99 del 29 marzo 2004 e successive modificazioni, iscritti nella previdenza agricola, purché dai medesimi condotti, sono soggetti all'imposta limitatamente alla parte di valore eccedente euro 6.000 e con le seguenti riduzioni:
a) del 70 per cento dell'imposta gravante sulla parte di valore eccedente i predetti euro 6.000 e fino a euro 15.500;
b) del 50 per cento dell'imposta gravante sulla parte di valore eccedente euro 15.500 e fino a euro 25.500;
c) del 25 per cento dell'imposta gravante sulla parte di valore eccedente euro 25.500 e fino a euro 32.000.»

#### Detrazioni
Per le abitazioni principali è prevista una detrazione pari a 200 €; qualora i requisiti di abitazione principale siano soddisfatti per parte dell'anno, detta detrazione è moltiplicata per un fattore pari alla frazione di tempo in cui i requisiti sono soddisfatti.
Per gli anni 2012 e 2013 c'è un'ulteriore detrazione di 50 € per ogni figlio di età non superiore a 26 anni e residente anagraficamente e abitualmente dimorante nell'immobile per cui si chiede la detrazione, con un massimo di 400 €. Il doppio requisito è piuttosto stringente e potrebbe far sorgere il problema costituzionale della violazione del principio di eguaglianza. Infatti non v'è differenza tra la famiglia A, composta da padre, madre e figlio residente e abitualmente dimorante presso l'abitazione principale e la famiglia B composta da padre, madre e figlio residente presso l'abitazione principale ma abitualmente dimorante in altra città, ad es. per motivi di studio. Nel caso A il soggetto passivo gode dell'ulteriore detrazione di 50 €, nel caso B no.
Poiché inoltre come detto la detrazione per i figli non può essere superiore a 400 €, la detrazione massima è di 600 €. I comuni, salvo il rispetto del vincolo di bilancio, possono elevare la detrazione fino ad annullare l'importo.

### Dichiarazione
La dichiarazione IMU è disciplinata dall'art. 13, c. 12-ter, del decreto legge "Salva Italia" (n. 201/2011). La disposizione impone ai soggetti passivi di «presentare la dichiarazione entro novanta giorni dalla data in cui il possesso degli immobili ha avuto inizio o sono intervenute variazioni rilevanti ai fini della determinazione dell'imposta, utilizzando il modello approvato con il decreto di cui all'art. 9, comma 6, del decreto legislativo 14 marzo 2011, n. 23». Il modello di dichiarazione è stato approvato con il Decreto del Ministero dell'Economia e delle Finanze 30 ottobre 2012, pubblicato nella Gazzetta Ufficiale n. 258 del 5 novembre 2012. Sul termine per la presentazione della dichiarazione non v'è certezza, ma è probabile che sia il 4 febbraio 2013. Infatti, in base alla pubblicazione del modello di dichiarazione e alla conversione del Decreto "Enti Locali" che modifica l'art. 13, c. 12-ter, d.l. 201/2011, fissando il termine in 90 giorni dalla pubblicazione in G.U. del modello di dichiarazione, il termine dovrebbe essere quello suddetto.

### Quota di imposta riservata allo Stato
Viene riservato allo Stato il gettito dell'imposta municipale propria derivante dagli immobili classificati nel gruppo catastale D, calcolato con aliquota standard dello 0,76 per cento (che pertanto non può essere fissata sotto tale limite). Tale versamento è effettuato separatamente da quello dell'Imu spettante al Comune, compilando una separata riga di F24 con un codice del tributo diverso.
In passato, ai sensi dell'art. 13, c. 11, d.l. 201/2011 era riservata allo Stato una quota di imposta municipale propria pari al 50% del gettito derivante dall'applicazione del tributo agli immobili diversi dall'abitazione principale e relative pertinenze nonché dai fabbricati rurali a uso strumentale individuati dal comma 8 della medesima disposizione. Il calcolo veniva effettuato sull'aliquota di base di cui al comma 6, pari allo 0,76%. In altri termini, per tutti gli immobili diversi da quelli appena indicati, allo Stato era riservata una quota di gettito calcolata applicando a tale base imponibile l'aliquota dello 0,38%.
Come noto, per poter effettuare il pagamento è stato necessario istituire nuovi codici tributo e adattare i mod. F24 e i contribuenti hanno dovuto effettuare due versamenti: uno in favore del Comune e uno in favore dello Stato.
Con la legge n. 228 del 24 dicembre 2012 (cosiddetta "legge di stabilità", ex legge finanziaria), pubblicata in G.U. il 29 dicembre 2012, è stata soppressa la quota di imposta riservata allo Stato (art. 1, c. 380). La norma, poi, introduce un meccanismo di riparto delle finanze pubbliche tra Stato ed Enti locali, mediante l'istituzione di un fondo di solidarietà comunale alimentato da una quota dell'imposta municipale di spettanza dei comuni.

### Versamento del tributo

#### Anno 2012
Ai sensi dell'art. 13, c. 12 del d.l. 201/2011 il versamento dell'imposta è effettuato secondo le modalità stabilite con provvedimento del Direttore dell'Agenzia delle entrate o con apposito bollettino postale.
Il 12 aprile 2012 il Direttore dell'Agenzia delle Entrate ha provveduto a determinare le modalità di versamento del tributo demandando ad altre risoluzioni dell'Agenzia l'individuazione dei codici tributo.
Il versamento può essere effettuato o con il modello F24 oppure, come previsto dalla norma di cui all'art. 13, c. 12, d.l. 201/2011, con apposito bollettino postale.
Con Risoluzione del 12.04.2012 l'Agenzia delle Entrate ha stabilito i seguenti codici tributo:
- 3912 - denominato “IMU - imposta municipale propria su abitazione principale e relative pertinenze - articolo 13, c. 7, d.l. 201/2011 – Comune”;
- 3913 - denominato “IMU - imposta municipale propria per fabbricati rurali a uso strumentale - Comune”;
- 3914 - denominato “IMU - imposta municipale propria per i terreni – Comune”;
- 3915 - denominato “IMU - imposta municipale propria per i terreni – Stato”;
- 3916 - denominato “IMU - imposta municipale propria per le aree fabbricabili - Comune”;
- 3917 - denominato “IMU - imposta municipale propria per le aree fabbricabili - Stato”;
- 3918 - denominato “IMU - imposta municipale propria per gli altri fabbricati – Comune”;
- 3919 - denominato “IMU - imposta municipale propria per gli altri fabbricati - Stato”;
- 3923 - denominato “IMU - imposta municipale propria – Interessi da accertamento - Comune”;

I dati sono tratti dalla risoluzione dell'Agenzia delle Entrate del 12 aprile 2012, consultabile sul sito dell'Agenzia delle Entrate.
I codici tributo dal 3914 al 3919 sono da utilizzarsi insieme in quanto l'imposta deve essere pagata per metà con il codice tributo che riguarda il comune e l'altra metà con il codice tributo dello Stato. Ad esempio, se l'imposta per altri fabbricati fosse pari a 100 €, 50 € andrebbero versati al comune utilizzando il codice tributo 3918 e 50 € andrebbero versati allo Stato con il codice tributo 3919.
Il codice 3912 prevede l'indicazione della rateazione, che deve essere: 0101 se l'acconto è in una rata e 0102 se è in due rate. Il saldo deve essere 0101.

#### Anno 2013
La Legge di stabilità 2013 ha soppresso la riserva dello stato sull'imposta di conseguenza l'imposta va versata per intero al comune. È stato introdotto però che l'imposta, calcolata sull'aliquota standard (0,76%) sugli immobili a uso produttivo classificati nel gruppo D sia interamente riservata allo stato. I comuni possono eventualmente incrementare fino a un massimo dello 0,3% l'aliquota per questa tipologia di immobili.
- 3912 - denominato “IMU - imposta municipale propria su abitazione principale e relative pertinenze - articolo 13, c. 7, d.l. 201/2011 – Comune”;
- 3913 - denominato “IMU - imposta municipale propria per fabbricati rurali a uso strumentale - Comune”;
- 3914 - denominato “IMU - imposta municipale propria per i terreni – Comune”;
- 3916 - denominato “IMU - imposta municipale propria per le aree fabbricabili - Comune”;
- 3918 - denominato “IMU - imposta municipale propria per gli altri fabbricati – Comune”;
- 3923 - denominato “IMU - imposta municipale propria – Interessi da accertamento - Comune”;
- 3924 - denominato “IMU - imposta municipale propria – Sanzioni da accertamento - Comune”.
- 3925 - denominato “IMU – imposta municipale propria per gli immobili a uso produttivo classificati nel gruppo catastale D – Stato”.[9][10]
- 3930 - denominato “IMU – imposta municipale propria per gli immobili a uso produttivo classificati nel gruppo catastale D – Incremento Comune”.[9][10]

A maggio 2013 il pagamento del primo acconto (da saldare entro il 17 giugno) dovuto per:
- l'abitazione principale e relative pertinenze;
- le unità immobiliari appartenenti alle cooperative edilizie;
- le unità immobiliari appartenenti alle cooperative edilizie;
- i terreni agricoli e i fabbricati rurali

è stato sospeso.
A dicembre 2013 è stata confermata la sospensione del pagamento anche del saldo in scadenza entro il 16 dicembre per le suddette categorie di immobili, tuttavia si è creato un problema in quei Comuni che hanno deliberato delle aliquote per l'abitazione principale superiori a quella di base (0,4%), il Decreto Legge stabilisce che in questi casi lo Stato copre il 60% della differenza dell'imposta dovuta, il rimanente 40% invece è a carico dei contribuenti che dovranno pagare entro il 24 gennaio 2014 la cosiddetta "Mini-Imu".

#### Anno 2014
La Legge di Stabilità 2014 ha introdotto nuove e ulteriori novità in materia IMU, in particolare è stato sancito che l'imposta non sarà più pagata sulla prima casa a eccezione degli immobili di lusso appartenenti alle categorie catastali A/1, A/9 e A/8.

## Esempi di calcolo
Si dia il caso di un soggetto passivo con figli di età non inferiore a 26 anni, che sia proprietario di:
1. un immobile residenziale cat. A/4 che soddisfa i requisiti di abitazione principale fino al 30 giugno 2012, con rendita di 450 € al 1º gennaio dell'anno d'imposta;
2. di un garage (cat. C/6) e di un deposito (cat. C/2), pertinenze dell'immobile di cui prima, con somma delle rendite di 150 €;
3. di un garage (cat. C/6), con rendita di 250 €;
4. di un ufficio (cat. A/10), con rendita di 1150 €;
5. di un terreno agricolo con reddito dominicale di 25 €;

La procedura per il calcolo deve considerare la rendita rivalutata del 5% nel caso dei fabbricati e del 25% nel caso dei terreni (art. 13).
Nel nostro esempio si avranno le seguenti rendite rivalutate:
1. 450,00 € * 1,05 = 472,50 € per l'abitazione principale
2. 150,00 € * 1,05 = 157,50 € per le pertinenze dell'abitazione
3. 250,00 € * 1,05 = 262,50 € per il secondo garage
4. 1150,00 € * 1,05 = 1.207,50 € per l'ufficio
5. 25,00 € * 1,25 = 31,25 € per il terreno agricolo

Si moltiplicano le suddette rendite per i moltiplicatori funzione delle categorie catastali, ottenendo le seguenti basi imponibili:
1. (472,50 + 157,50) € * 160 = 100 800 € per abitazione principale e pertinenze
2. 262,5 € * 160 = 42 000 € per il secondo garage (C/6)
3. 1207,50 € * 80 = 96 600 € per l'ufficio (A/10)
4. 31,25 € * 135 = 4 219 € per il terreno agricolo

Per calcolare l'imposta dovuta si applicano le aliquote decise dal comune di appartenenza.
In questa sede sono stati presi i valori base dettati dal decreto-legge:
1. 100 800 € * 0,004 / 2 = 201,60 € per i primi 6 mesi
2. 100 800 € * 0,0076 / 2 = 383,04 € per i secondi 6 mesi
  - nota bene: nel caso di immobile che soddisfa limitatamente nel tempo i requisiti di abitazione principale si fa riferimento al DL 504/1992 (si applica l'aliquota corrispondente).
3. 42 000 € * 0,0076 = 319,20 €
4. 96 600 € * 0,0076 = 734,16 €
5. 4 219 € * 0,0076 = 32,06 €

Il totale per la prima casa e pertinenze è pari a 584,64 €, per gli altri immobili è pari a 1 085,42 €.
Da notare che gli immobili di cat. C se sono pertinenze producono un'imposta minore.
L'immobile residenziale rispetta i requisiti di abitazione principale per sei mesi, come le sue pertinenze, godendo di una detrazione pari a 100 € (6/12 di 200 €) sull'imposta, quindi per la prima casa l'importo è pari a 201,60 € + 383,04 €, ossia 584,64 €.
L'importo totale dovuto dal soggetto passivo è pari a 1 568,87 €.
Con l'evento dell'IMU sono nati numerosi siti internet che aiutano i contribuenti nel calcolo dell'IMU. Molti di questi offrono un database sulle aliquote deliberate dai vari comuni.

## Critiche
L’IMU è sempre stato oggetto di critiche circa la sua costituzionalità. La corte costituzionale si è trovata recentemente a doversi pronunciare sulla sua legittimità
Nel 2022 ha sollevato questione di legittimità costituzionale sulla normativa IMU accusata di essere discriminatoria e non equa. Tutti i proprietari di immobili dovevano pagare la tassa e non vi era esenzione per i soggetti che non avevano la concreta disponibilità del bene poiché sotto occupazione abusiva. Valorizzava l’aspetto di uguaglianza formale ma non quello di uguaglianza sostanziale e la corte definì la normativa come incostituzionale. Il legislatore è intervenuto sul punto con la legge 197/2022.
L’IMU è una tassazione che prevede agevolazioni per la prima casa, come l’esenzione totale o la riduzione dell’imposta, proprio al fine di alleggerire il carico fiscale che grava sul contribuente. Tuttavia, non sempre rispecchia la capacità economica del soggetto, soprattutto in situazioni particolari. La corte ha nuovamente sollevato una questione di legittimità costituzionale dell’art. 13, 2 comma, quarto periodo del d.l. 6 dicembre 2011, n.201 nella parte in cui, “ai fini del riconoscimento dell’esenzione IMU per l’abitazione principale, definisce come tale quella in cui si realizza la contestuale sussistenza del duplice requisito della residenza anagrafica e dimora abituale non solo del possessore, ma di tutto il suo nucleo famigliare”. La corte di cassazione (Cassazione Civile, sez. V, 17 gennaio 2022, n.1199) stabilì che per i coniugi in questione, residenti in immobili differenti, l’esenzione IMU andava applicata ad un solo immobile inteso come "abitazione principale", seguendo una rigorosa interpretazione della legge. La Corte Costituzionale con sentenza del 13 ottobre 2022 n.209, rileva una violazione dei principi di uguaglianza (articolo 3) e di tutela della famiglia (articolo 31) sia sulla pronuncia della Cassazione che sull’aspetto normativo.